# Lipinki (gemeente)
De gemeente Lipinki is een landgemeente in het Poolse woiwodschap Klein-Polen, in powiat Gorlicki.
De zetel van de gemeente is in Lipinki.
Op 30 juni 2004 telde de gemeente 6793 inwoners.

## Oppervlakte gegevens
In 2002 bedroeg de totale oppervlakte van gemeente Lipinki 66,16 km², waarvan:
- agrarisch gebied: 63%
- bossen: 31%

De gemeente beslaat 6,84% van de totale oppervlakte van de powiat.

## Demografie
Stand op 30 juni 2004:
| Omschrijving                   | Totaal | Totaal | Vrouwen | Vrouwen | Mannen | Mannen |
| ------------------------------ | ------ | ------ | ------- | ------- | ------ | ------ |
| eenheid                        | aantal | %      | aantal  | %       | aantal | %      |
| inwoners                       | 6793   | 100    | 3444    | 50,7    | 3349   | 49,3   |
| bevolkingsdichtheid (inw./km²) | 102,7  | 102,7  | 52,1    | 52,1    | 50,6   | 50,6   |

In 2002 bedroeg het gemiddelde inkomen per inwoner 1430,87 zł.

## Administratieve plaatsen (sołectwo)
Bednarka (sołectwa: Bednarka-Centrum en Bednarskie), Kryg, Lipinki, Pogorzyna, Rozdziele, Wójtowa.

## Aangrenzende gemeenten
Biecz, Dębowiec, Gorlice, Jasło, Sękowa, Skołyszyn